# Kabinett David Ben-Gurion III

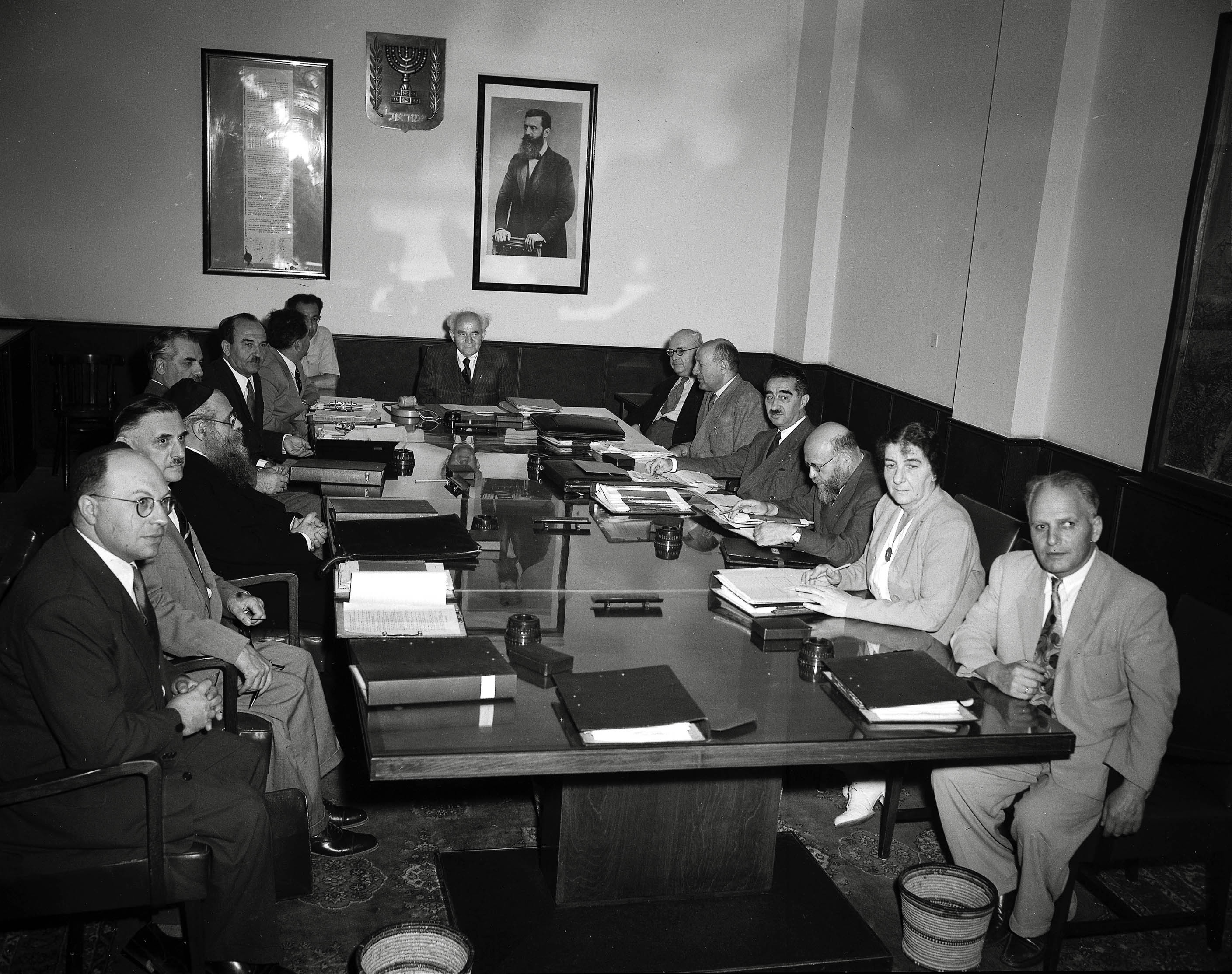
Das neue Kabinett bei der ersten Sitzung. Von links nach rechts: Burg, Pinkas, Levin, Shapira, Eschkol, Scharet, Ben-Gurion, Naphtali, Kaplan, Yosef, Dinur, Golda Meir & Schitrit

Das Kabinett David Ben-Gurion III (hebräisch מֶמְשֶׁלֶת יִשְׂרָאֵל הַשְּׁלִישִׁית Memschelet Jisraʾel haSchlīschīt) war die dritte israelische Regierung, die von David Ben-Gurion geleitet wurde. Sie wurde zwei Monate nach der zweiten Parlamentswahl vom 30. Juli 1951 gebildet. Die Koalitionsregierung bestand aus Mitgliedern der Parteien: Mifleget Poalei Eretz Israel, Arbeiter des Misrachi, Geistiges Zentrum, Aguddah, Die Arbeiter der Aguddat-Israel und den drei arabische Israelis vertretenden Parteien: Reschima Demokratit leʿAravei Jisraʿel, Qidma weʿAvoda und Chaqlaʾut uFittuach. Die Regierung umfasste fünfzehn Minister.
Am 23. September 1952 verließen die Vertreter der Aguddah und die Arbeiter der Aguddat Jisraʾel die Koalition, nachdem Kalman Kahana zu einem Stellvertretenden Minister ernannt wurde. Vorher gab es schon Kontroversen über die Frage der Beteiligung von Frauen an den Streitkräften des Landes. Somit verfügte die Koalition nur noch über 60 Sitze in der Knesset.
Wegen des Streits über den Religionsunterricht verließen die religiösen Parteien die Regierung am 19. Dezember 1952, wodurch diese handlungsunfähig wurde und sich auflöste.
Im Laufe der Regierungszeit fanden innerhalb des Kabinetts einige Umbesetzungen statt:
- Levi Eschkol wurde am 25. Juni 1952 als Landwirtschaftsminister durch Fritz Naphtali ersetzt, Eschkol übernahm stattdessen das Finanzministerium von Elieser Kaplan. An diesem Tage wurde auch Dov Yosef als Justizminister durch Chaim Cohn ersetzt.
- Nach dem Tode von Elieser Kaplan am 13. Juli 1952 wurde der Posten des Stellvertretenden Ministerpräsidenten nicht neu besetzt.
- Nach dem Tode von David-Zwi Pinkas übernahm am 14. August 1952 David Ben-Gurion zusätzlich das Transportministerium.

| Kabinett David Ben-Gurion III                      | Kabinett David Ben-Gurion III | Kabinett David Ben-Gurion III | Kabinett David Ben-Gurion III |
| Position                                           | Person                        | Bild                          | Partei                        |
| -------------------------------------------------- | ----------------------------- | ----------------------------- | ----------------------------- |
| Ministerpräsident Verteidigungsminister            | David Ben-Gurion              |                               | Mifleget Poalei Eretz Israel  |
| Stellvertretender Ministerpräsident Finanzminister | Elieser Kaplan                |                               | Mifleget Poalei Eretz Israel  |
| Landwirtschaftsminister                            | Levi Eschkol                  |                               | Mifleget Poalei Eretz Israel  |
| Bildungsminister                                   | Ben-Zion Dinur                |                               | Kein Mitglied der Knesset     |
| Außenminister                                      | Mosche Scharet                |                               | Mifleget Poalei Eretz Israel  |
| Gesundheitsminister                                | Josef Burg                    |                               | Arbeiter des Misrachi         |
| Innenminister Minister für Religion                | Chaim-Mosche Schapira         |                               | Arbeiter des Misrachi         |
| Justizminister Minister für Handel und Industrie   | Dov Yosef                     |                               | Mifleget Poalei Eretz Israel  |
| Minister für Arbeit                                | Golda Meir                    |                               | Mifleget Poalei Eretz Israel  |
| Minister für die öffentliche Sicherheit            | Bechor-Schalom Schitrit       |                               | Mifleget Poalei Eretz Israel  |
| Postminister                                       | Mordechai Nurock              |                               | Geistiges Zentrum             |
| Transportminister                                  | David-Zwi Pinkas              |                               | Geistiges Zentrum             |
| Minister für Wohlfahrt                             | Jitzhak-Meir Levin            |                               | Agudah                        |
| Minister ohne Geschäftsbereich                     | Fritz Naphtali                |                               | Mifleget Poalei Eretz Israel  |
| Minister ohne Geschäftsbereich                     | Pinchas Lawon                 |                               | Mifleget Poalei Eretz Israel  |
| Stellvertretender Landwirtschaftsminister          | Josef Efrati                  |                               | Mifleget Poalei Eretz Israel  |
| Stellvertretender Bildungsminister                 | Kalman Kahana                 |                               | Arbeiter der Aguddat Israel   |